# Extra Ecclesiam nulla salus

Extra Ecclesiam nulla salus (« Hors de l'Église, il n'existe pas de salut ») est une expression latine de Cyprien de Carthage. La phrase exacte est Salus extra ecclesiam non est (« Le salut n'existe pas en dehors de l'église ») et se trouve dans ses Lettres 4 et 73.
Ce principe se situe au centre de la sotériologie catholique et a été l'objet de nombreuses controverses. Pour certains, comme le jésuite américain Leonard Feeney, les fidèles des autres religions ou les athées ne peuvent être sauvés, faute de la foi nécessaire au salut ; mais la Congrégation pour la doctrine de la foi a rappelé la condamnation de cette opinion par le Magistère. D'autres réfutent cette sentence au titre que ou bien toutes les traditions religieuses se valent, ou bien que la miséricorde divine ne permet pas que le libre arbitre aille jusqu'au rejet définitif de Dieu et donc à l'enfer. Ces interprétations ont aussi été écartées constamment par l'Église catholique, comme lors du concile Vatican II.

## Premières mentions

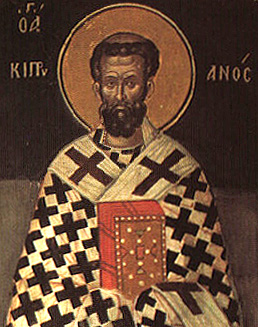
Cyprien de Carthage.

Benoît XVI relève que Cyprien de Carthage, insistant sur l'unité de l'Église, « ne se lasse pas de répéter que celui qui abandonne la chaire de Pierre, sur laquelle l'Église est fondée, se donne l'illusion de rester dans l'Église ». « Cyprien sait bien, et il l'a exprimé à travers des paroles puissantes, que, en dehors de l'Église, il n'y a pas de salut et que celui qui n'a pas l'Église comme mère ne peut pas avoir Dieu comme Père. » Ces paroles, remarque Benoît XVI, tout comme l'ensemble des traités et des lettres de Cyprien, sont « en rapport avec son ministère pastoral », car, « peu enclin à la spéculation théologique, il écrivait surtout pour l'édification de la communauté et pour le bon comportement des fidèles ». 
De fait, Walter Kasper souligne l'importance du contexte pour éclairer le sens de la phrase Extra Ecclesiam nulla salus chez Cyprien. Cyprien n'entend pas le terme salus dans son acception théologique de « salut éternel de l'âme », mais désigne par ce mot les « biens de salut » qui ne se trouvent que dans l'Église dirigée par un évêque légitime, à savoir les sacrements légitimes (legitima sacramenta) et la doctrine juste (recta doctrina). La phrase est indissociable de la compréhension des sacrements par Cyprien, en particulier son rejet de la validité du baptême donné par des hérétiques. Il en va de même pour Origène, qui emploie une formulation similaire : « Que personne donc ne s’illusionne, que personne ne se trompe lui-même : hors de cette demeure, c’est-à-dire hors de l’Église, personne n’est sauvé (extra hanc domum, id est extra Ecclesiam, nemo salvatur) ». Ni Origène ni Cyprien ne s'adressent à des non-chrétiens : leur discours concerne les baptisés qui sont en danger de perdre la foi et de tomber dans l'apostasie.

## Doctrine de l'Église catholique

### Fondements théologiques
L'Église catholique se définit comme une communion eucharistique. L'expression « Hors de l'Église, point de salut » exprime la nature ecclésiale et communautaire du salut tel qu'il est pensé par la théologie catholique. 
Elle signifie que les sacrements permettent aux fidèles de participer à la vie de Dieu et que c'est Dieu qui accorde le salut. Elle s'applique différemment aux différentes situations : « D'une acception pleine et totale de la notion d’Église (la plénitude catholique) à ses réalisations imparfaites, mais encore fondées sur le baptême sacramentel (communautés séparées) et à ses réalisations imparfaites n'incluant pas les institutions du Christ (religion juive, confessions monothéistes, religions hors du courant biblique, situations a-religieuses), c'est toujours par une appartenance - plus ou moins parfaite - à l’Église que l'on est sauvé. »
Les fidèles sont les membres du Corps mystique du Christ et par là ont accès au plan de salut voulu par Dieu, comme le rappelle le n°14 de la constitution dogmatique Lumen gentium (1964)  : le salut en Jésus ne s'opère pas sans le corps qu'il s'est formé, l'Église. Toutefois, ce plan concerne l'humanité tout entière : si sa révélation n'atteint sa plénitude qu'en Jésus-Christ, elle s'adresse à l'ensemble du genre humain. Le principe du salut universel est réaffirmé tout au long du Nouveau Testament. Le catholicisme s'oppose donc à toute lecture abusive de la formule Extra Ecclesiam nulla salus qui porterait à croire que le Christ n'est mort que pour les chrétiens. Ainsi, en 1949, Pie XII s'est-il référé à l'encyclique Quanto conficiamur moerore (1863) de Pie IX et à sa propre encyclique Mystici Corporis Christi (1943) pour condamner explicitement l'interprétation littérale de l'Extra Ecclesiam nulla salus faite par Leonard Feeney.
La Congrégation pour la doctrine de la foi rappelle que le Magistère a toujours combattu cette vision restrictive en faisant valoir le principe de l'« ignorance invincible » et le primat de la charité. L'« ignorance invincible » est un concept de la théologie morale lié à la doctrine des voies de salut spéciales et cachées par lesquelles le plan salvifique de Dieu s'applique à toutes les personnes qui n'ont jamais eu la possibilité de connaître la foi catholique, par exemple en raison d'un mode de vie isolé. Entre autres, Pie IX a déclaré dans son allocution Singulari quadam (1854) que, si nul ne peut être sauvé en dehors de l'Église apostolique romaine, Dieu ne juge pas coupables ceux qui vivent dans une ignorance invincible de la vraie religion. De même, dans son encyclique Quanto conficiamur moerore (1863), il indique que « ceux qui souffrent d'une ignorance invincible (...), mènent une vie honnête et droite (...), peuvent acquérir la vie éternelle avec l'aide de Dieu » car « sa bonté et sa clémence incommensurables ne permettent pas que quiconque n'ayant pas délibérément péché souffre un tourment éternel », même si « en dehors de l'Église catholique, personne ne peut être sauvé », ce qui signifie que le salut ne peut être atteint par ceux qui s'opposent délibérément à son enseignement. En 1964, le concile Vatican II a repris ce concept dans la constitution dogmatique Lumen gentium (n° 16).

### Fondements scripturaires
Karl Rahner et Herbert Vorgrimler s'appuient sur plusieurs textes néotestamentaires pour insister sur l'universalité du salut : 1 Tm 4:10 ; Jn 1:29 ; Jn 3:16 sq ; Jn 4:12 ; Jn 8:12 et 1 Jn 2:2, mais aussi 1 Tm 2:1-6 ;  Mt 23:27 ; Mt 26:28 ; Mc 10:45 ; Lc 19:41 et Rm 11:32.
- « Nous avons mis notre espérance dans le Dieu vivant, le Sauveur de tous les hommes » (1 Tm 4:10)[12]
- « Voici l'agneau de Dieu, qui enlève le péché du monde » (Jn 1:29)[12]
- « Car Dieu a tant aimé le monde qu'il a donné son Fils unique » (Jn 3:16)[12]
- « Je suis la lumière du monde » (Jn 8:12)[12]
- « C'est lui qui est victime de propitiation pour nos péchés, non seulement pour les nôtres, mais aussi pour ceux du monde entier » (1 Jn 2:2)[12]
- « Dieu notre Sauveur, lui qui veut que tous les hommes soient sauvés et parviennent à la connaissance de la vérité » (1 Tm 2:4)[12]
- « Car ceci est mon sang, le sang de l'alliance qui va être répandu pour une multitude en rémission des péchés » (Mt 26:28)[12]
- « Pour servir et donner sa vie en rançon pour une multitude » (Mc 10:45)[12]
- « Car Dieu a enfermé tous les hommes dans la désobéissance pour faire à tous miséricorde » (Rm 11:32)[12]

## Magistère

### Papes et conciles
- Pélage II (578-590).
- Grégoire le Grand (590-604), Moralia.
- Innocent III (1198-1216).
- IVe concile de Latran (1215)
- Boniface VIII, bulle Unam sanctam (1302) : « Extra quam nec salus est, nec remissio peccatorum » (Hors de laquelle il n'existe ni salut ni rémission des péchés.)
- Eugène IV et concile de Florence, Cantate Domino (1441) : « Elle croit qu'aucun de ceux qui se trouvent en dehors de l'Église catholique (...) ne peuvent devenir participants à la vie éternelle (...) à moins qu'avant la fin de leur vie ils ne lui aient été agrégés. »
- Léon XII (1823-1829), encyclique Ubi primum (1824)
- Grégoire XVI (1831-1846), encyclique Summo iugiter studio (1832)
- Pie IX (1846-1878), allocution Singulari quadam (1854) et encyclique Quanto conficiamur moerore (1863)
- Léon XIII (1878-1903), encyclique Annum ingressi sumus (19 mars 1902)
- Pie X (1903-1914), encyclique Iucunda sane (1904)
- Benoît XV (1914-1922), encyclique Ad beatissimi apostolorum. (1er novembre 1914)
- Pie XI (1922-1939), encyclique Mortalium animos.(6 janvier 1928)
- Pie XII (1939-1958), encyclique Mystici Corporis Christi (1943).
- Paul VI (1963-1978) et concile Vatican II (1962-1965), constitution dogmatique Lumen gentium (1964).
- Jean-Paul II (1978-2005), déclaration Dominus Iesus (2000).

### Vatican II

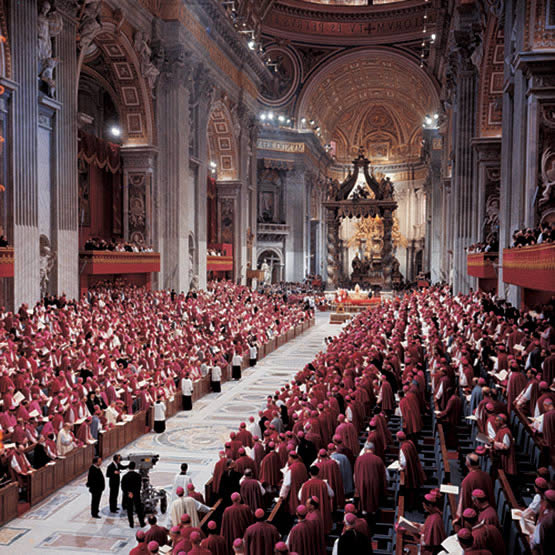
Le concile Vatican II.

La constitution dogmatique Lumen gentium (1964) indique : 
« C’est là l’unique Église du Christ, dont nous professons dans le symbole l’unité, la sainteté, la catholicité et l’apostolicité, cette Église que notre Sauveur, après sa résurrection, remit à Pierre pour qu’il en soit le pasteur (Jn 21, 17), qu’il lui confia, à lui et aux autres Apôtres, pour la répandre et la diriger (cf. Mt 28, 18, etc.) et dont il a fait pour toujours la « colonne et le fondement de la vérité » (1 Tm 3, 15). Cette Église comme société constituée et organisée en ce monde, c’est dans l’Église catholique qu’elle subsiste, gouvernée par le successeur de Pierre et les évêques qui sont en communion avec lui, bien que des éléments nombreux de sanctification et de vérité se trouvent hors de sa sphère, éléments qui, appartenant proprement par le don de Dieu à l’Église du Christ, portent par eux-mêmes à l’unité catholique. »
Certains ont compris que l'Église du Christ pouvait exister ailleurs... C'est pourquoi le Vatican, dès 1985, puis en 2000 avec la déclaration Dominus Jesus et enfin en 2007 avec des responsa qaestiona de la Congrégation pour la doctrine de la foi ont précisé : Il faut comprendre que « Dans l'Église catholique seule est l'unique Église du Christ ».
Plus loin, Lumen gentium souligne pour les fidèles catholiques : 
« Aussi ne pourraient-ils pas être sauvés, ceux qui, sans ignorer que Dieu, par Jésus-Christ, a établi l'Église catholique comme nécessaire, refuseraient cependant d'y entrer ou de demeurer en elle » .
Pour les chrétiens non catholiques :
« Ainsi, l’Esprit suscite en tous les disciples du Christ le désir et les initiatives qui tendent à l’union pacifique de tous, suivant la manière que le Christ a voulue, en un troupeau unique sous l’unique Pasteur [31]. À cette fin, l’Église notre Mère ne cesse de prier, d’espérer et d’agir, exhortant ses fils à se purifier et à se renouveler pour que, sur le visage de l’Église, le signe du Christ brille avec plus de clarté. »
Pour les non-chrétiens :
« Enfin, pour ceux qui n’ont pas encore reçu l’Évangile, sous des formes diverses, eux aussi sont ordonnés au Peuple de Dieu... »

### Catéchisme de l'Église catholique
Le principe est commenté dans les numéros 846 à 848 du Catéchisme de l'Église catholique.
« Comment faut-il entendre cette affirmation souvent répétée par les Pères de l'Église ? Formulée de façon positive, elle signifie que tout salut vient du christ Tête par l'Église qui est son Corps :
Appuyé sur la Sainte Écriture et sur la Tradition, le Concile enseigne que cette Église en marche sur la terre est nécessaire au salut. Seul en effet le Christ est médiateur et nécessaire au salut : or, il nous devient présent en son Corps qui est l'Église. et en nous enseignant expressément les nécessités de la foi et du baptême, c'est la nécessité de l'Église elle-même dans laquelle les hommes entrent par la porte du Baptême, qu'Il nous a confirmée en même temps. C'est pourquoi ceux qui refuseraient soit d'entrer dans l'Église catholique, soit d'y persévérer, alors qu'ils la sauraient fondée de Dieu par Jésus-Christ comme nécessaire, ceux-là ne pourraient être sauvés.
Cette affirmation ne vise pas ceux qui, sans qu'il y aille de leur faute, ignorent le Christ et son Église :
En effet, ceux qui, sans faute de leur part, ignorent l'évangile du Christ et son Église, mais cherchent pourtant Dieu d'un cœur sincère et s'efforcent, sous l'influence de sa grâce, d'agir de façon à accomplir sa volonté telle que leur conscience la leur révèle et la leur dicte, ceux-là peuvent arriver au salut éternel ».
« L'Église sait que la question morale rejoint en profondeur tout homme, implique tous les hommes, même ceux qui ne connaissent ni le Christ et son Évangile, ni même Dieu. Elle sait que précisément sur le chemin de la vie morale la voie du salut est ouverte à tous, comme l'a clairement rappelé le Concile Vatican II » (Jean-Paul II, Veritatis Splendor).